# Pirro De Capitani
Pirro Agostino De Capitani di Scalve (Milano, 20 aprile 1623 – Milano, 14 agosto 1690) è stato un nobile e politico italiano.

## Biografia
Pirro de Capitani di Scalve nacque a Milano il 20 aprile 1623, figlio di Daniele De Capitani e di sua moglie, la contessa Marianna Marliani. Venne battezzato in quello stesso giorno nella parrocchia di San Pietro all'Orto, con Gerolamo Sagarula, questore, come padrino.
Studiò legge ed il 22 luglio 1652 chiese di essere ammesso al collegio dei giureconsulti di Milano, ricevendo risposta positiva appena cinque giorni dopo. Nell'amministrazione del ducato di Milano, fu vicario di provvisione in tre occasioni: dal 1658 al 1659, dal 1669 al 1670 e dal 1679 al 1680. Nominato senatore da Carlo II di Spagna, fu per due volte ambasciatore del senato di Milano presso il sovrano. Divenne infine questore del magistrato ordinario.
Il 4 settembre 1689 venne investito assieme al fratello Giovanni Battista ed ai discendenti maschi di questo, del feudo di Concorezzo e sei mesi dopo, il 10 marzo 1690, Carlo II di Spagna gli concesse il titolo di conte su detta proprietà.
Fece testamento il 30 ottobre 1689 a Concorezzo, e morì a Milano il 14 agosto 1690 nella sua casa presso la parrocchia di San Pietro all'Orto. Le esequie e la sepoltura della salma ebbero luogo nella chiesa di sant'Angelo. Nei titoli gli succedette il fratello non essendosi egli mai sposato né avendo avuto figli.

## Genealogia
|                                                 |                                                  |                                  | Genitori                         |  |  | Nonni |  |  | Bisnonni          |  |  | Trisnonni                       |  |
|                                                 |                                                  |                                  |                                  |  |  |       |  |  | Pirro De Capitani |  |  | Giovanni Cristoforo De Capitani |  |
|                                                 |                                                  |                                  |                                  |  |  |       |  |  | Pirro De Capitani |  |  | Giovanni Cristoforo De Capitani |  |
|                                                 |                                                  | Cecilia Ghisolfi                 |                                  |  |  |       |  |  | Pirro De Capitani |  |  |                                 |  |
| Cesare De Capitani                              |                                                  |                                  |                                  |  |  |       |  |  | Pirro De Capitani |  |  |                                 |  |
|                                                 |                                                  | Paola Gallarati                  | Niccolò Gallarati                |  |  |       |  |  |                   |  |  |                                 |  |
|                                                 |                                                  | Paola Gallarati                  | Niccolò Gallarati                |  |  |       |  |  |                   |  |  |                                 |  |
|                                                 |                                                  | Paola Gallarati                  | ?                                |  |  |       |  |  |                   |  |  |                                 |  |
| Daniele De Capitani                             |                                                  | Paola Gallarati                  |                                  |  |  |       |  |  |                   |  |  |                                 |  |
|                                                 |                                                  | Fulvio Rabbia, II conte di Melzo | Antonio Rabbia, I conte di Melzo |  |  |       |  |  |                   |  |  |                                 |  |
|                                                 |                                                  | Fulvio Rabbia, II conte di Melzo | Antonio Rabbia, I conte di Melzo |  |  |       |  |  |                   |  |  |                                 |  |
|                                                 |                                                  | Fulvio Rabbia, II conte di Melzo | Beatrice Gallerani               |  |  |       |  |  |                   |  |  |                                 |  |
| Elena Rabbia                                    |                                                  | Fulvio Rabbia, II conte di Melzo |                                  |  |  |       |  |  |                   |  |  |                                 |  |
|                                                 |                                                  | Angela Scarioni                  | ?                                |  |  |       |  |  |                   |  |  |                                 |  |
|                                                 |                                                  | Angela Scarioni                  | ?                                |  |  |       |  |  |                   |  |  |                                 |  |
|                                                 |                                                  | Angela Scarioni                  | ?                                |  |  |       |  |  |                   |  |  |                                 |  |
| Pirro De Capitani                               |                                                  | Angela Scarioni                  |                                  |  |  |       |  |  |                   |  |  |                                 |  |
|                                                 | Giovanni Marliani, I conte della Valle d'Intelvi | Ruggero Marliani                 |                                  |  |  |       |  |  |                   |  |  |                                 |  |
|                                                 | Giovanni Marliani, I conte della Valle d'Intelvi | Ruggero Marliani                 |                                  |  |  |       |  |  |                   |  |  |                                 |  |
|                                                 | Giovanni Marliani, I conte della Valle d'Intelvi | ?                                |                                  |  |  |       |  |  |                   |  |  |                                 |  |
| Ercole Marliani, II conte della Valle d'Intelvi | Giovanni Marliani, I conte della Valle d'Intelvi |                                  |                                  |  |  |       |  |  |                   |  |  |                                 |  |
|                                                 |                                                  | Margherita Piola                 | Ercole Piola                     |  |  |       |  |  |                   |  |  |                                 |  |
|                                                 |                                                  | Margherita Piola                 | Ercole Piola                     |  |  |       |  |  |                   |  |  |                                 |  |
|                                                 |                                                  | Margherita Piola                 | Camilla Visconti                 |  |  |       |  |  |                   |  |  |                                 |  |
| Marianna Marliani                               |                                                  | Margherita Piola                 |                                  |  |  |       |  |  |                   |  |  |                                 |  |
|                                                 |                                                  | Fabrizio Marliani                | Cesare Marliani                  |  |  |       |  |  |                   |  |  |                                 |  |
|                                                 |                                                  | Fabrizio Marliani                | Cesare Marliani                  |  |  |       |  |  |                   |  |  |                                 |  |
|                                                 |                                                  | Fabrizio Marliani                | ?                                |  |  |       |  |  |                   |  |  |                                 |  |
| Antonia Marliani                                |                                                  | Fabrizio Marliani                |                                  |  |  |       |  |  |                   |  |  |                                 |  |
|                                                 |                                                  | Anna Carcassola                  | ? Carcassola                     |  |  |       |  |  |                   |  |  |                                 |  |
|                                                 |                                                  | Anna Carcassola                  | ? Carcassola                     |  |  |       |  |  |                   |  |  |                                 |  |
|                                                 |                                                  | Anna Carcassola                  | ?                                |  |  |       |  |  |                   |  |  |                                 |  |
|                                                 |                                                  | Anna Carcassola                  |                                  |  |  |       |  |  |                   |  |  |                                 |  |